# Conscience
Conscience – trzeci studyjny album brytyjskiego zespołu The Beloved wydany 8 lutego 1993 przez East West Records. Na albumie znalazł się utwór „Sweet Harmony”, będący największym przebojem zespołu. W Wielkiej Brytanii album uzyskał status złotej płyty.

## Lista utworów na albumie CD
1. „Spirit”
2. „Sweet Harmony”
3. „Outerspace Girl”
4. „Lose Yourself in Me”
5. „Paradise Found”
6. „You’ve Got Me Thinking”
7. „Celebrate Your Life”
8. „Rock to the Rhythm of Love”
9. „Let the Music Take You”
10. „1000 Years from Today”
11. „Dream On”

Opracowano na podstawie oficjalnej strony zespołu.